# Kanariefugl
Kanariefuglen (latin: Serinus canaria) er en spurvefugl i familien finker. Fuglen findes i to varianter, dels vild kanariefugl og dels en tæmmet burfugl, der almindeligt anvendes som kæledyr. De vilde fugle er cirka 13 cm og gulgrønne med mørke striber. De lever på Madeira, Azorerne og de Kanariske Øer i Atlanterhavet. Burfuglene har derimod meget varierende størrelse og udseende, og er desuden kendt for deres smukke sang. De blev første gang tæmmet af spanske munke i 1400-tallet. Kanariefuglen er nært beslægtet med gulirisk.

## Yngleforhold for vilde fugle
I naturen ligger ynglesæsonen i perioden februar til juni. Reden bygges af hunnen. Her lægger hun 3-5 æg, som alene hunnen udruger på 14 dage. Begge køn deltager i ungernes opfodring. Kanariefugle er i naturen monogame og danner ofte par flere år i træk, mens tamme kanariehanner kan være polygame, hvor en han har flere hunner.
Kanariefuglene færdes især udenfor yngletiden i flokke. De er ikke trækfugle, det vil sige at de bliver på øerne hele året. 

## Burfugle og byen St. Andreasberg
Kanariefugle blev første gang tæmmet af spanske munke omkring 1480. Senere i 1600-tallet blev fuglene med skibsfarten udbredt til både Italien, Frankrig og England. Omkring 1700-tallet blev kanariefuglene bragt til Tyrol i Alperne, hvor opdræt af fuglene udviklede sig til en forretning. Kanariefuglen blev også bragt til den lille by St. Andreasberg i Harzen, hvor man ellers ernærede sig ved minedrift, men flere mennesker begyndte at interessere sig for opdræt og salg af kanariefugle som bierhverv. Det skete her med så stor succes at såkaldte Harzerkanarier blev kendt vidt omkring i løbet af 1800-tallet for deres fremragende sang og nåede høje priser.
I St. Andreasberg, der havde udviklet sig til kanarieopdrættets hovedstad, blev der omkring 1824 årligt solgt 4000 kanariehanner. I 1883 opdrættede mere end 350 familier i St. Andreasberg kanariefugle.
Harzerkanarie-opdrættets blomstringstid var i 1800-tallet, da fuglehandlere rejste overalt i Europa. På deres bærestativer transporterede de op til 170 små fuglebure. Storhandleren C. Reiche førte mellem 1882 og 1883 mindst 120.000 kanariehanner til New York, 10.500 til Sydamerika, 5.600 til Australien og 3000 til Sydafrika. Omkring 30.000 endte i det øvrige Europa, mens 12.000 fandt afsætning i Tyskland selv.

### Farver
Igennem årene har man avlet sig frem til den gule kanariefugl som man regner for at være den typiske kanariefugl. Inden for kanariefuglene er der blevet fremavlet mange forskellige figurer og mange farver. I naturen findes kun de gulgrønne, mørkt stribede fugle, for ellers ville de ikke være kamuflerede, og de ville blive et nemt offer for rovdyr.

### Museum
Verdens første kanariefuglemuseum ligger i den lille by St. Andreasberg i Harzen, hvor man siden 1700-tallet har haft tradition for opdræt af kanariefugle som et bierhverv til minedriften.

### Ren luft
Kanariefuglen er et symbol på ren luft, fordi den blev brugt som advarselsalarm i kulminerne til langt op i 1980’erne. Kanariefugle er meget følsomme over for giftige gasser og vil derfor falde om og dø, før et udslip når at påvirke minearbejderne. Så længe der er liv og fuglesang, kan man altså regne med, at luften er ren.